# Тхеквондо на літніх Олімпійських іграх 2016 (список учасників)
У цій статті представлений список учасників змагань з тхеквондо на літніх Олімпійських іграх 2016. 128 спортсменів (64 чоловіки і 64 жінки) мали взяти участь у змаганнях з Тхеквондо.

## Чоловіки
| НОК                                    | Ім'я                     | Вік                          | Рідне місто              | Дисципліна  | Олімпійський рейтинг |
| -------------------------------------- | ------------------------ | ---------------------------- | ------------------------ | ----------- | -------------------- |
| Австралія (AUS)                        | Сафван Халіл             | 15 травня 1986 (38 років)    | Сідней                   | до 58 кг    | 14                   |
| Австралія (AUS)                        | Хайдер Шкара             | 21 травня 1990 (34 роки)     | Австралія                | до 80 кг    | 20                   |
| Азербайджан (AZE)                      | Мілад Бейгі Харчегані    |                              | Ісфахан                  | до 80 кг    | 15                   |
| Азербайджан (AZE)                      | Радік Ісаєв              | 26 вересня 1989 (35 років)   | Азербайджан              | понад 80 кг | 4                    |
| Білорусь (BLR)                         | Арман-Маршалл Сілла      | 13 липня 1994 (30 років)     | Білорусь                 | понад 80 кг | 13                   |
| Бельгія (BEL)                          | Сі Мохамед Кетбі         | 27 грудня 1997 (27 років)    | Бельгія                  | до 58 кг    | 8                    |
| Бельгія (BEL)                          | Джауад Ашаб              | 20 серпня 1992 (32 роки)     | Бельгія                  | до 68 кг    | 1                    |
| Бразилія (BRA)                         | Венілтон Тейшейра        | 6 вересня 1995 (29 років)    | Бразилія                 | до 58 кг    | 26                   |
| Бразилія (BRA)                         | Майкон Сікейра           | 9 січня 1993 (32 роки)       | Бразилія                 | понад 80 кг | 51                   |
| Центральноафриканська Республіка (CAF) | Давід Буї                | 28 червня 1988 (36 років)    | Бангі                    | до 68 кг    | 115                  |
| Чилі (CHI)                             | Ігнасіо Моралес          | 12 серпня 1995 (29 років)    | Чилі                     | до 68 кг    | 61                   |
| Китай (CHN)                            | Чжао Шуай                | 15 серпня 1995 (29 років)    | КНР                      | до 58 кг    | 11                   |
| Китай (CHN)                            | Цяо Сень                 | 14 травня 1990 (34 роки)     | КНР                      | понад 80 кг | 27                   |
| Китайський Тайбей (TPE)                | Лю Вейтін                |                              | Китайський Тайбей        | до 80 кг    | 11                   |
| Колумбія (COL)                         | Оскар Муньйос            | 3 травня 1993 (31 рік)       | Колумбія                 | до 58 кг    | 56                   |
| Хорватія (CRO)                         | Філіп Гргіч              | 25 жовтня 1989 (35 років)    | Загреб                   | до 68 кг    | 43                   |
| Куба (CUB)                             | Рафаель Кастілло         |                              | Куба                     | понад 80 кг | 11                   |
| Домініканська Республіка (DOM)         | Луїсіто Пьє              | 4 березня 1994 (30 років)    | Домініканська Республіка | до 58 кг    | 20                   |
| Домініканська Республіка (DOM)         | Мойсес Ернандес          | 22 березня 1993 (31 рік)     | Домініканська Республіка | до 80 кг    | 19                   |
| Єгипет (EGY)                           | Гофран Ахмед             | 30 вересня 1993 (31 рік)     | Єгипет                   | до 68 кг    | 16                   |
| Франція (FRA)                          | М'Бар Н'Діає             | 15 червня 1983 (41 рік)      | Франція                  | понад 80 кг | 5                    |
| Габон (GAB)                            | Антоні Обаме             | 10 вересня 1988 (36 років)   | Лібревіль                | понад 80 кг | 8                    |
| Німеччина (GER)                        | Левент Тункат            | 29 липня 1988 (36 років)     | Дуйсбург                 | до 58 кг    | 6                    |
| Німеччина (GER)                        | Тахір Гюлеч              | 25 лютого 1993 (32 роки)     | Німеччина                | до 80 кг    | 9                    |
| Велика Британія (GBR)                  | Лутало Мугаммад          | 3 червня 1991 (33 роки)      | Манчестер                | до 80 кг    | 5                    |
| Велика Британія (GBR)                  | Магама Чо                | 16 серпня 1989 (35 років)    | Лондон                   | понад 80 кг | 12                   |
| Гондурас (HON)                         | Мігель Феррера           | 25 травня 1981 (43 роки)     | Гондурас                 | до 80 кг    | 50                   |
| Іран (IRI)                             | Фарзан Ашурзаде          | 25 листопада 1996 (28 років) | Тонекабон                | до 58 кг    | 1                    |
| Іран (IRI)                             | Мехді Ходабахші          | 21 квітня 1991 (33 роки)     | Есламшахр                | до 80 кг    | 1                    |
| Іран (IRI)                             | Саджад Мардані           | 1 липня 1988 (36 років)      | Шахре-Корд               | понад 80 кг | 3                    |
| Ізраїль (ISR)                          | Рон Атіас                | 19 квітня 1995 (29 років)    | Ізраїль                  | до 58 кг    | 48                   |
| Кот-д'Івуар (CIV)                      | Шейк Салах Сіссе         | 19 вересня 1993 (31 рік)     | Кот-д'Івуар              | до 80 кг    | 3                    |
| Йорданія (JOR)                         | Ахмад Абу-Гауш           |                              | Йорданія                 | до 68 кг    | 40                   |
| Казахстан (KAZ)                        | Руслан Жапаров           | 27 травня 1996 (28 років)    | Казахстан                | понад 80 кг | 49                   |
| Лівія (LBA)                            | Юсеф Шріха               |                              | Лівія                    | до 58 кг    | 45                   |
| Малі (MLI)                             | Ісмаель Кулібалі         | 20 листопада 1992 (32 роки)  | Бамако                   | до 80 кг    | 14                   |
| Мексика (MEX)                          | Карлос Наварро           | 8 травня 1996 (28 років)     | Мексика                  | до 58 кг    | 5                    |
| Мексика (MEX)                          | Сауль Гутьєррес          | 28 грудня 1992 (32 роки)     | Ласаро-Карденас          | до 68 кг    | 3                    |
| Молдова (MDA)                          | Аарон Кук                | 2 січня 1991 (34 роки)       | Дорчестер                | до 80 кг    | 2                    |
| Монголія (MGL)                         | Темуужін Пуревджавин     | 2 червня 1994 (30 років)     | Монголія                 | до 68 кг    | 112                  |
| Марокко (MAR)                          | Омар Хаджамі             |                              | Марокко                  | до 58 кг    | 80                   |
| Нігер (NIG)                            | Іссуфу Алфага Абдулразак |                              | Нігер                    | понад 80 кг | 14                   |
| Папуа Нова Гвінея (PNG)                | Максемілліон Кассман     |                              | Папуа Нова Гвінея        | до 68 кг    | 285                  |
| Польща (POL)                           | Кароль Робак             | 24 серпня 1997 (27 років)    | Польща                   | до 68 кг    | 17                   |
| Польща (POL)                           | Пйотр Пазінський         | 7 вересня 1987 (37 років)    | Польща                   | до 80 кг    | 23                   |
| Португалія (POR)                       | Руй Браганса             | 26 грудня 1991 (33 роки)     | Португалія               | до 58 кг    | 4                    |
| Росія (RUS)                            | Олексій Денисенко        | 30 серпня 1993 (31 рік)      | Росія                    | до 68 кг    | 4                    |
| Росія (RUS)                            | Альберт Гаун             | 21 червня 1992 (32 роки)     | Барнаул                  | до 80 кг    | 4                    |
| Сенегал (SEN)                          | Балла Дійє               | 13 листопада 1980 (44 роки)  | Сенегал                  | до 68 кг    | 578                  |
| Південна Корея (KOR)                   | Кім Тхе Хун              | 15 серпня 1994 (30 років)    | Південна Корея           | до 58 кг    | 2                    |
| Південна Корея (KOR)                   | Лі Техун                 | 5 лютого 1992 (33 роки)      | Seoul                    | до 68 кг    | 2                    |
| Південна Корея (KOR)                   | Чха Тон Мін              | 24 серпня 1986 (38 років)    | Сеул                     | понад 80 кг | 7                    |
| Іспанія (ESP)                          | Хесус Тортоса            | 21 грудня 1997 (27 років)    | Мадрид                   | до 58 кг    | 13                   |
| Іспанія (ESP)                          | Хоель Гонсалес           | 30 вересня 1989 (35 років)   | Фігерас                  | до 68 кг    | 6                    |
| Таїланд (THA)                          | Тавін Ханпраб            | 1 серпня 1998 (26 років)     | Таїланд                  | до 58 кг    | 64                   |
| Тонга (TGA)                            | Піта Тауфатофуа          | 5 листопада 1983 (41 рік)    | Тонга                    | понад 80 кг | 157                  |
| Туніс (TUN)                            | Уссама Услаті            | 24 березня 1996 (28 років)   | Туніс                    | до 80 кг    | 17                   |
| Туніс (TUN)                            | Яссін Трабелсі           | 12 липня 1990 (34 роки)      | Туніс                    | понад 80 кг | 9                    |
| Туреччина (TUR)                        | Сервет Тазеґюл           | 26 вересня 1988 (36 років)   | Туреччина                | до 68 кг    | 5                    |
| США (USA)                              | Стівен Лопес             | 9 листопада 1978 (46 років)  | Шуґар-Ленд               | до 80 кг    | 21                   |
| США (USA)                              | Стівен Ламбдін           | 9 березня 1988 (36 років)    | Коллейвіль               | понад 80 кг | 19                   |
| Узбекистан (UZB)                       | Нікіта Рафалович         | 10 жовтня 1993 (31 рік)      | Узбекистан               | до 80 кг    | 10                   |
| Узбекистан (UZB)                       | Дмитро Шокін             | 30 травня 1992 (32 роки)     | Узбекистан               | понад 80 кг | 1                    |
| Венесуела (VEN)                        | Едгар Контрерас          | 16 липня 1992 (32 роки)      | Венесуела                | до 68 кг    | 92                   |

## Жінки
| НОК                                 | Ім'я                       | Вік                          | Рідне місто                        | Дисципліна  | Олімпійський рейтинг |
| ----------------------------------- | -------------------------- | ---------------------------- | ---------------------------------- | ----------- | -------------------- |
| Аруба (ARU)                         | Моніка Піментель           | 7 січня 1989 (36 років)      | Аруба                              | до 49 кг    | 48                   |
| Австралія (AUS)                     | Керолайн Мартон            | 14 квітня 1984 (40 років)    | Мельбурн                           | до 57 кг    | 23                   |
| Австралія (AUS)                     | Кармен Мартон              | 30 червня 1986 (38 років)    | Мельбурн                           | до 67 кг    | 21                   |
| Азербайджан (AZE)                   | Патімат Абакарова          | 23 жовтня 1994 (30 років)    | Азербайджан                        | до 49 кг    | 21                   |
| Азербайджан (AZE)                   | Фаріда Азізова             | 6 червня 1995 (29 років)     | Кусарський район                   | до 67 кг    | 14                   |
| Бельгія (BEL)                       | Рахелех Асемані            | 21 червня 1989 (35 років)    | Бельгія                            | до 57 кг    | 20                   |
| Бразилія (BRA)                      | Іріс Танг Сінг             | 21 серпня 1990 (34 роки)     | Бразилія                           | до 49 кг    | 6                    |
| Бразилія (BRA)                      | Хулія Васконцелос          | 15 червня 1992 (32 роки)     | Бразилія                           | до 57 кг    | 24                   |
| Камбоджа (CAM)                      | Сівмей Сорн                | 14 липня 1995 (29 років)     | Пномпень                           | понад 67 кг | 33                   |
| Канада (CAN)                        | Мелісса Паньотта           | 22 вересня 1988 (36 років)   | Канада                             | до 67 кг    | 15                   |
| Кабо-Верде (CPV)                    | Марія Андраде              | 19 березня 1993 (31 рік)     | Кабо-Верде                         | до 49 кг    | 129                  |
| Китай (CHN)                         | У Цзінюй                   | 1 лютого 1987 (38 років)     | Дзіндечжень                        | до 49 кг    | 1                    |
| Китай (CHN)                         | Чжен Шуїнь                 | 1 травня 1994 (30 років)     | КНР                                | понад 67 кг | 2                    |
| Китайський Тайбей (TPE)             | Хуан Хуайсюань             | 7 липня 1997 (27 років)      | Китайський Тайбей                  | до 49 кг    | 243                  |
| Китайський Тайбей (TPE)             | Цзяцзя Чуан                | 13 травня 1989 (35 років)    | Китайський Тайбей                  | до 67 кг    | 3                    |
| Колумбія (COL)                      | Доріс Патіньо              | 1 травня 1986 (38 років)     | Бояка                              | до 57 кг    | 40                   |
| Хорватія (CRO)                      | Луція Занінович            | 26 червня 1987 (37 років)    | Спліт                              | до 49 кг    | 3                    |
| Хорватія (CRO)                      | Ана Заніновіч              | 26 червня 1987 (37 років)    | Спліт                              | до 57 кг    | 6                    |
| Домініканська Республіка (DOM)      | Кетрін Родрігес            | 18 грудня 1991 (33 роки)     | Сантьяго-де-лос-Трейнта-Кабальєрос | понад 67 кг | 20                   |
| Демократична Республіка Конго (COD) | Роза Келеку                | 16 січня 1995 (30 років)     | ДР Конго                           | до 49 кг    | 52                   |
| Єгипет (EGY)                        | Хедайя Малак Вахба         | 21 квітня 1993 (31 рік)      | Єгипет                             | до 57 кг    | 3                    |
| Єгипет (EGY)                        | Сехам Ель-Савальхі         | 14 квітня 1991 (33 роки)     | Бехейра                            | до 67 кг    | 11                   |
| Фінляндія (FIN)                     | Суві Мікконен              | 11 липня 1988 (36 років)     | Мадрид                             | до 57 кг    | 33                   |
| Франція (FRA)                       | Ясміна Азіез               | 23 січня 1991 (34 роки)      | Франція                            | до 49 кг    | 5                    |
| Франція (FRA)                       | Абі Ніаре                  | 26 червня 1993 (31 рік)      | Мант-ла-Жолі                       | до 67 кг    | 1                    |
| Франція (FRA)                       | Гвладіс Епанг              | 15 серпня 1983 (41 рік)      | Кліші                              | понад 67 кг | 8                    |
| Німеччина (GER)                     | Рабія Гюлеч                | 5 червня 1994 (30 років)     | Німеччина                          | до 67 кг    | 16                   |
| Велика Британія (GBR)               | Джейд Джонс                | 21 березня 1993 (31 рік)     | Флінт                              | до 57 кг    | 1                    |
| Велика Британія (GBR)               | Бянка Волкден              | 29 вересня 1991 (33 роки)    | Ліверпуль                          | понад 67 кг | 3                    |
| Гаїті (HAI)                         | Анія Луїссан               | 9 вересня 1998 (26 років)    | Гаїті                              | до 67 кг    | 120                  |
| Іран (IRI)                          | Кіміа Алізаде              | 10 липня 1998 (26 років)     | Карадж                             | до 57 кг    | 21                   |
| Кот-д'Івуар (CIV)                   | Рут Гбагбі                 | 7 лютого 1994 (31 рік)       | Абіджан                            | до 67 кг    | 13                   |
| Кот-д'Івуар (CIV)                   | Маміна Коне                | 27 грудня 1988 (36 років)    | Кот-д'Івуар                        | понад 67 кг | 26                   |
| Японія (JPN)                        | Маю Хамада                 | 31 січня 1994 (31 рік)       | Японія                             | до 57 кг    | 5                    |
| Казахстан (KAZ)                     | Айнур Єсбергенова          | 11 лютого 1998 (27 років)    | Казахстан                          | до 49 кг    | 125                  |
| Казахстан (KAZ)                     | Джансель Деніз             | 26 серпня 1991 (33 роки)     | Казахстан                          | до 67 кг    | 51                   |
| Мексика (MEX)                       | Ітцель Маньяррез           | 10 квітня 1990 (34 роки)     | Мексика                            | до 49 кг    | 4                    |
| Мексика (MEX)                       | Марія Еспіноса             | 27 листопада 1987 (37 років) | Ла Бреха                           | понад 67 кг | 1                    |
| Марокко (MAR)                       | Хакіма Ель-Меслахі         | 17 березня 1988 (36 років)   | Марокко                            | до 57 кг    | 118                  |
| Марокко (MAR)                       | Віам Діслам                | 22 жовтня 1987 (37 років)    | Рабат                              | понад 67 кг | 21                   |
| Непал (NEP)                         | Ніша Равал                 | 11 вересня 1995 (29 років)   | Катманду                           | понад 67 кг | 289                  |
| Нідерланди (NED)                    | Решмі Оогінк               | 26 жовтня 1989 (35 років)    | Катманду                           | понад 67 кг | 5                    |
| Нова Зеландія (NZL)                 | Андреа Кілдей              | 5 серпня 1982 (42 роки)      | Нова Зеландія                      | до 49 кг    | 74                   |
| Норвегія (NOR)                      | Тіна Рое Скаар             | 31 серпня 1993 (31 рік)      | Норвегія                           | понад 67 кг | 31                   |
| Панама (PAN)                        | Каролена Карстенс          | 18 січня 1996 (29 років)     | Іспанія                            | до 57 кг    | 15                   |
| Папуа Нова Гвінея (PNG)             | Саманта Кассман            | 23 січня 1984 (41 рік)       | Папуа Нова Гвінея                  | понад 67 кг | 99                   |
| Перу (PER)                          | Хулісса Діес Кансеко Верде | 5 липня 1989 (35 років)      | Перу                               | до 49 кг    | 28                   |
| Філіппіни (PHI)                     | Кірсті Алора               | 25 листопада 1989 (35 років) | Філіппіни                          | понад 67 кг | 61                   |
| Пуерто-Рико (PUR)                   | Крістал Вікс               | 14 січня 1998 (27 років)     | Пуерто-Рико                        | понад 67 кг | 46                   |
| Росія (RUS)                         | Анастасія Баришникова      | 19 грудня 1990 (34 роки)     | Росія                              | до 67 кг    | 5                    |
| Сербія (SRB)                        | Тіяна Богданович           | 5 травня 1998 (26 років)     | Крушевац                           | до 49 кг    | 13                   |
| Сербія (SRB)                        | Милиця Мандич              | 6 грудня 1991 (33 роки)      | Белград                            | понад 67 кг | 7                    |
| Південна Корея (KOR)                | Кім Со Хі                  | 29 січня 1994 (31 рік)       | Чечхон                             | до 49 кг    | 10                   |
| Південна Корея (KOR)                | О Хє Рі                    | 30 березня 1988 (36 років)   | Південна Корея                     | до 67 кг    | 6                    |
| Іспанія (ESP)                       | Ева Калво                  | 28 липня 1991 (33 роки)      | Іспанія                            | до 57 кг    | 2                    |
| Швеція (SWE)                        | Нікіта Гласновіч           | 17 січня 1995 (30 років)     | Швеція                             | до 57 кг    | 4                    |
| Швеція (SWE)                        | Елін Йоханссон             | 5 серпня 1990 (34 роки)      | Шеллефтео                          | до 67 кг    | 2                    |
| Таїланд (THA)                       | Паніпак Вонгпаттанакіт     | 1 серпня 1997 (27 років)     | Таїланд                            | до 49 кг    | 2                    |
| Таїланд (THA)                       | Пханнапа Харнсудзінь       | 14 вересня 1997 (27 років)   | Таїланд                            | до 57 кг    | 64                   |
| Туніс (TUN)                         | Рахма Бен Алі              | 15 вересня 1993 (31 рік)     | Туніс                              | до 57 кг    | 22                   |
| Туреччина (TUR)                     | Нур Татар                  | 16 серпня 1992 (32 роки)     | Ван                                | до 67 кг    | 4                    |
| США (USA)                           | Пейдж Макферсон            | 1 жовтня 1990 (34 роки)      | Стерджис                           | до 67 кг    | 10                   |
| США (USA)                           | Джекі Галловей             | 27 грудня 1995 (29 років)    | Вайлі                              | понад 67 кг | 4                    |
| Узбекистан (UZB)                    | Нігора Турсункулова        | 4 квітня 1999 (25 років)     | Узбекистан                         | до 67 кг    | 93                   |